# بيرني فين (لاعب كرة قدم أمريكية)
بيرني فين (بالإنجليزية: Bernie Finn)‏ هو لاعب كرة قدم أمريكية أمريكي، ولد في 4 يونيو 1907، وتوفي في 26 سبتمبر 1993.